# Ardisia escallonioides
Ardisia escallonioides es una especie de planta nativa de las Indias Occidentales y las zonas vecinas. Se ha informado que se encuentra en Barbados, Bermudas, la República Dominicana, Cuba, México, Belice, Guatemala y Florida.

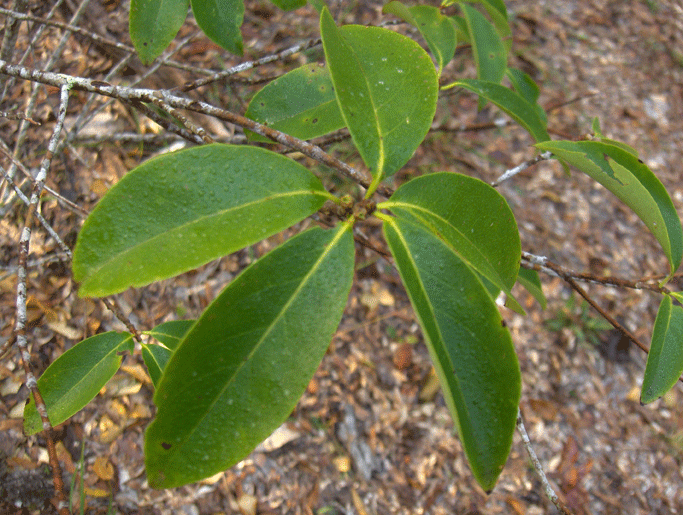
Hojas

## Descripción
Ardisia escallonioides es un arbusto o árbol que alcanza un tamaño de hasta 15 m de altura. Tiene las hojas elípticas de hasta 17 cm de largo. Las flores nacen en una panícula de hasta 20 flores. Cada flor es de color blanco a rosado, de hasta 7 mm de ancho. Los frutos son carnosos en forma de drupas de hasta 7 mm de diámetro, de color rojo al principio y luego torna a negro.

## Usos
Los frutos de A. escallonioides son comestibles, pero algunos consideran que el sabor es desagradable.

## Taxonomía
Ardisia escallonioides fue descrito por Schltdl. & Cham y publicado en Linnaea 6(3): 393. 1831.
Sinonimia
- Ardisia pickeringia Torr. & A. Gray ex A. DC.
- Bladhia paniculata (Nutt.) Sudw. ex Sarg.
- Cyrilla paniculata Nutt.
- Icacorea paniculata (Nutt.) Sudw.
- Pickeringia paniculata (Nutt.) Nutt.
- Tinus escallonioides (Schltdl. & Cham.) Kuntze
- Tinus pickeringia (Torr. & A. Gray ex A. DC.) Kuntze[8][9]